# 块茎卷柏
块茎卷柏（学名：Selaginella chrysocaulos）为卷柏科卷柏属下的一个种。

## 扩展阅读
維基物種上的相關：块茎卷柏